# Utovarivač
Utovarivač je samohodni radni stroj za utovar rastresitog materijala (zemlja, pijesak, kamen...).
Sastoji se od pogonskog motora, podvozja i utovarne korpe. Pogonski motor je u pravilu dieselski a služi za pogon hidraulične pumpe, preko koje se pokreču kotači i utovarna korpa. Podvozje je na gumenim kotačima na koje se po potrebi montiraju metalni lanci radi zaštite i manjeg trošenja guma. Vrlo rijetko je utovarivač na metalnom lančanom podvozju, tkz. gusjenicama.
Utovarna korpa nalazi se na prednjem dijelu stroja. Obično je iste širine kao stroj ili šira. Korpom se upravlja preko hidraulike a operacije koje se izvode su podizanje-spuštanje korpe te otvaranje-zatvaranje korpe.
Za razliku od bagera, utovarivač nema kupolu te se operacija zahvaćanja materijala obavlja pomicanjem cijelog stroja u kombinaciji sa zatvaranjem korpe.
Prema konstrukciskoj izvedbi, utovarivač može biti zglobni, te se preko zgloba obavlja upravljanje tj. skretanje.
Utovarivač je usko specijalizirani radni stroj koji služi za utovarivanje materijala te se njime ne mogu obavljati iskopi, a samo iznimno manja, gruba i površna planiranja (ravnanja) nasipa i zemlje radi lakšeg kretanja samog stroja i utovara.
Najćešča primjena utovarivača je u građevinarstvu i poljoprivredi.
Transport utovarivača kao i ostalih radnih strojeva (bagera, dozera, valjaka...) obavlja se specijalnim kamionima tegljačima tzv. labudicama. Za transport je često potrebna specijalna odnosno policijska pratnja zbog većih gabarita nego što imaju cestovna vozila.